# Suwon
Suwon, oficialmente Ciudad de Suwon (en coreano: 수원시, Suwon-si), es la ciudad capital en la provincia de Gyeonggi al norte de la república de Corea del Sur. Está ubicada al sur de Seúl a unos 30 km y su área es de 121.08 km² y su población total es de 1.098.000 habitantes. Se conoce tradicionalmente como «la ciudad de la piedad filial».

## Administración
La ciudad de Suwon se divide en 4 distritos y estos a su vez se dividen en 42 barrios.
- Distrito Gwonseon
- Distrito Jangan
- Distrito Paldal
- Distrito Yeongtong

## Historia
En tiempos antiguos, Suwon era conocida como Mosu-guk (모수국). Sin embargo, durante la época de los Tres Reinos de Corea, el área que comprende las ciudades modernas de Suwon y Hwaseong eran conocidas en conjunto como Maehol-gun (매홀군).
En 757, bajo el reino de Gyeongdeok de la Silla Unificada , el nombre fue cambiado a Suseong-gun (수성군). En 940, durante la Dinastía Goryeo, el nombre fue cambiado a Suju (수주). En 1413 el tercer rey de la Dinastía Joseon, Taejong le cambió el nombre a Suwon.
En 1592, durante la invasión japonesa de Corea, el Comandante Yi Gwang (이광), intentó comprobar el progreso de Japón con el lanzamiento de su ejército hacia la ciudad capital, Seúl (en ese momento llamada Hanseong). El ejército se retiró, sin embargo, después de la noticia que la ciudad ya había sido saqueada llegó el comando. A medida que el ejército creció en tamaño a 50.000 hombres con la acumulación de varias fuerzas voluntarias, Yi Gwang y los comandantes irregulares reconsideraron su objetivo de recuperar la capital, y llevó las fuerzas al norte de Suwon.

## Economía
La principal fuente de empleo industrial en Suwon es Samsung. De hecho, Samsung comenzó en Seúl en 1938, pero al comienzo de la guerra de Corea, los inventarios fueron dañados por lo que el fundador, Lee Byeongcheol (이병철) se vio obligado a iniciar su actividad en 1951. Samsung Electronics fue fundada en la ciudad de Suwon, en 1969, ahora tiene su sede central y un gran complejo industrial en el centro de la ciudad de Suwon, y es el mayor empleador de la ciudad.

## Clima
| Parámetros climáticos promedio de Suwon (1981−2010) | Parámetros climáticos promedio de Suwon (1981−2010) | Parámetros climáticos promedio de Suwon (1981−2010) | Parámetros climáticos promedio de Suwon (1981−2010) | Parámetros climáticos promedio de Suwon (1981−2010) | Parámetros climáticos promedio de Suwon (1981−2010) | Parámetros climáticos promedio de Suwon (1981−2010) | Parámetros climáticos promedio de Suwon (1981−2010) | Parámetros climáticos promedio de Suwon (1981−2010) | Parámetros climáticos promedio de Suwon (1981−2010) | Parámetros climáticos promedio de Suwon (1981−2010) | Parámetros climáticos promedio de Suwon (1981−2010) | Parámetros climáticos promedio de Suwon (1981−2010) | Parámetros climáticos promedio de Suwon (1981−2010) |
| Mes                                                 | Ene.                                                | Feb.                                                | Mar.                                                | Abr.                                                | May.                                                | Jun.                                                | Jul.                                                | Ago.                                                | Sep.                                                | Oct.                                                | Nov.                                                | Dic.                                                | Anual                                               |
| --------------------------------------------------- | --------------------------------------------------- | --------------------------------------------------- | --------------------------------------------------- | --------------------------------------------------- | --------------------------------------------------- | --------------------------------------------------- | --------------------------------------------------- | --------------------------------------------------- | --------------------------------------------------- | --------------------------------------------------- | --------------------------------------------------- | --------------------------------------------------- | --------------------------------------------------- |
| Temp. máx. media (°C)                               | 2.1                                                 | 5.0                                                 | 10.6                                                | 17.9                                                | 23.0                                                | 26.8                                                | 28.8                                                | 29.8                                                | 25.9                                                | 20.0                                                | 12.0                                                | 5.0                                                 | 17.2                                                |
| Temp. media (°C)                                    | −2.9                                                | −0.3                                                | 5.0                                                 | 11.6                                                | 17.2                                                | 21.7                                                | 24.8                                                | 25.6                                                | 20.8                                                | 14.0                                                | 6.6                                                 | 0.0                                                 | 12.0                                                |
| Temp. mín. media (°C)                               | −7.4                                                | −5.0                                                | 0.0                                                 | 5.9                                                 | 12.0                                                | 17.4                                                | 21.7                                                | 22.1                                                | 16.4                                                | 8.8                                                 | 1.8                                                 | −4.4                                                | 7.5                                                 |
| Precipitación total (mm)                            | 22.4                                                | 24.2                                                | 47.9                                                | 61.3                                                | 97.8                                                | 129.2                                               | 351.1                                               | 299.8                                               | 153.9                                               | 53.1                                                | 49.7                                                | 21.8                                                | 1312.3                                              |
| Días de precipitaciones (≥ 0.1 mm)                  | 7                                                   | 6                                                   | 7                                                   | 7                                                   | 8                                                   | 9                                                   | 15                                                  | 14                                                  | 8                                                   | 6                                                   | 8                                                   | 8                                                   | 103                                                 |
| Horas de sol                                        | 166.0                                               | 171.6                                               | 198.0                                               | 215.2                                               | 221.3                                               | 188.3                                               | 136.7                                               | 166.0                                               | 182.0                                               | 200.2                                               | 158.0                                               | 159.7                                               | 2162.8                                              |
| Humedad relativa (%)                                | 65.1                                                | 64.3                                                | 64.2                                                | 62.5                                                | 67.6                                                | 72.3                                                | 80.1                                                | 78.3                                                | 74.5                                                | 71.0                                                | 68.6                                                | 66.4                                                | 69.6                                                |
| Fuente: Korea Meteorological Administration         |                                                     |                                                     |                                                     |                                                     |                                                     |                                                     |                                                     |                                                     |                                                     |                                                     |                                                     |                                                     |                                                     |

## Deportes
El equipo de fútbol local se llama el Suwon Samsung Bluewings. Fue fundado en 1995 y juega en la K-League, la liga profesional de fútbol de Corea del Sur, el cual ha ganado en cuatro ocasiones.

## Personajes
- Eun-A Kim, pianista de música clásica.

## Ciudades hermanas
- Curitiba, Brasil (2006)
- Nizhny Novgorod, Rusia (2005)
- Asahikawa, Japón (1989)
- Fukui (Fukui), Fukui, Japón (2001)
- Jinan, República Popular China (1993)
- Townsville, Australia (1997)
- Bandung, Indonesia (1997)
- Cluj-Napoca, Romania (1999)
- Toluca, México (1999)
- Yalova, Turquía (1999)
- San Francisco de Macoris, República Dominicana
- Hai Duong, Vietnam (2004)
- Provincia de Siem Riep, Camboya (2004)
- Hyderabad, India (2005)